# El Fortín, Oaxaca
El Fortín är en ort i Mexiko.   Den ligger i kommunen San José Chiltepec och delstaten Oaxaca, i den sydöstra delen av landet, 400 km sydost om huvudstaden Mexico City. El Fortín ligger 46 meter över havet och antalet invånare är 224.
Terrängen runt El Fortín är kuperad åt sydväst, men åt nordost är den platt. Runt El Fortín är det ganska glesbefolkat, med 29 invånare per kvadratkilometer. Närmaste större samhälle är Tuxtepec, 16,7 km norr om El Fortín. I omgivningarna runt El Fortín växer i huvudsak städsegrön lövskog.